# Massè (arrondissement)
Massè est un arrondissement du département du Plateau au Bénin

## Géographie
Massè est une division administrative sous la juridiction de la commune d'Adja-Ouèrè,.

## Démographie
Selon le recensement de la population effectué par l'Institut National de la Statistique Bénin en 2013, Massè compte 1275 habitants pour une population masculine de 676 contre 599 femmes pour un ménage de 251.